# 說話
說話是人類透過口語來溝通的方式，是建基於詞法和名稱的句法組合是造出極大量的詞彙（多數超過一萬組），人類所說話的每個詞語都是拼音系統中由聲母、韻母和聲調產生而成，亦可以說是響音及輔音組合而成。通過相互理解性，正常人類可以說出兩種或以上的語言。發聲能力亦能令人類可透過說話來得到唱歌的能力。